# جيوفري كوران
جيوفري كوران (بالإنجليزية: Geoffrey Curran)‏ هو دراج أمريكي، ولد في 20 أكتوبر 1995 في توستين في الولايات المتحدة.

## وصلات خارجية
- جيوفري كوران على موقع الاتحاد الدولي للدراجات (الإنجليزية)
- جيوفري كوران على موقع أرشيف الدراجات (الإنجليزية)
- جيوفري كوران على موقع إحصائيات الدراجات الإحترافية (الإنجليزية)
- جيوفري كوران على موقع نسبة الدراجات (الإنجليزية)